# Kosmos 2470
Kosmos 2470, ruski geodetski i kartografski satelit iz programa Kosmos. Vrste je Geo-IK-2 (br. 11, Musson-2 br. 11). 
Lansiran je 1. veljače 2011. godine u 14:00 UT s kozmodroma Pljesecka s mjesta 133/3. Lansiran je u nisku orbitu oko planeta Zemlje raketom nosačem Rokotom-Briz-KM. Orbita koju je bio dosegao je bila 320 km u perigeju i 1051 km u apogeju. Orbitne inklinacije je dosegao 99,46°. Spacetrackov kataloški broj je 37362. COSPARova oznaka je 2011-005-A. Zemlju je obilazio u 98,48 minuta. 
Bio je opremljen razmjestivim solarnim panelima i baterijama koji su mu bili izvori napajanja. Trebao je ući u kružnu orbitu od 1000 km u perigeju i 1000 km u apogeju uz orbitni nagib 99,4°, ali je dosegao samo nisku orbitu oko Zemlje. Korisni teret ovog satelita bio je prvi od dvaju novih satelita planiranih za geodetska mjerenja Zemljina oblika, rotacije i gravitacijskog polja. Geo-IK 2 također je bio projektiran za sondirati tektonske ploče, plime i kretanja polova.
Nije ušao u zadanu orbitu navodno zbog pogreške u radu razgonskog bloka. Zemaljska kontrola isprve nije uspjela uspostaviti kontakt s njime. Zato je stavljen u nižu orbitu od planirane. Namjeralo se njime djelovati u kružnoj Vrednovali su korisnost rada satelita pri ovoj iskrivljenoj orbiti. Zaključili su lipnja 2011. da je misija gubitak. Satelit se srušio u atmosferu pri neupravljanom silasku iz orbite 15. srpnja 2013. godine. Naprotiv, problematični razgonski blok Briz-KM 14S45 No. 72517 ostao je u niskoj orbiti oko Zemlje.

## Vanjske poveznice
- N2YO.com Search Satellite Database (engl.)
- Celes Trak SATCAT Format Documentation (engl.)
- Kunstman  Arhivirana inačica izvorne stranice od 12. kolovoza 2019. (Wayback Machine) Satellites in Orbit (engl.)